# انحناء
الانحناء (ويسمى أيضًا بالركوع) وهو خفض الجذع والرأس كبادرة اجتماعية للتوجه لشخص أو رمز آخر.
وهو الأكثر بروزاً في الثقافات الآسيوية ولكنها من العادات النمطية لطبقة النبلاء والأرستقراطية في العديد من البلدان وخاصة في أوروبا. وفي بعض الأحيان تقتصر الإيماءة على خفض الرأس كما هو الحال في إندونيسيا، وفي كثير من الثقافات الأخرى تختلف درجة الانحناءة وتتميز عن غيرها وعن مدى ملائمتها للظروف المختلفة. فهي الأبرز في الصين وكوريا وتايوان واليابان وفيتنام حيث يمكن القيام بها وقوفاً أو ركوعاً. يتم تبادل بعض الانحناءات بالتساوي بين شخصين أو أكثر وفي حال كان الأمر بين اشخاص غير متكافئين – فإن الشخص الذي تم الانحناء له إما لا ينحني أو ينحني بدرجة أقل رداً للتحية. ويمكن اعتبار إيماءة الرأس على أنها الحد الأدني من الانحناء؛ ومن أشكال اركوع، حني الركبة أو السجود والتي تتضمن ملامسة اليدين أو الجسم كله للأرض، تعتبر من المستويات الثانية للإيماءات.

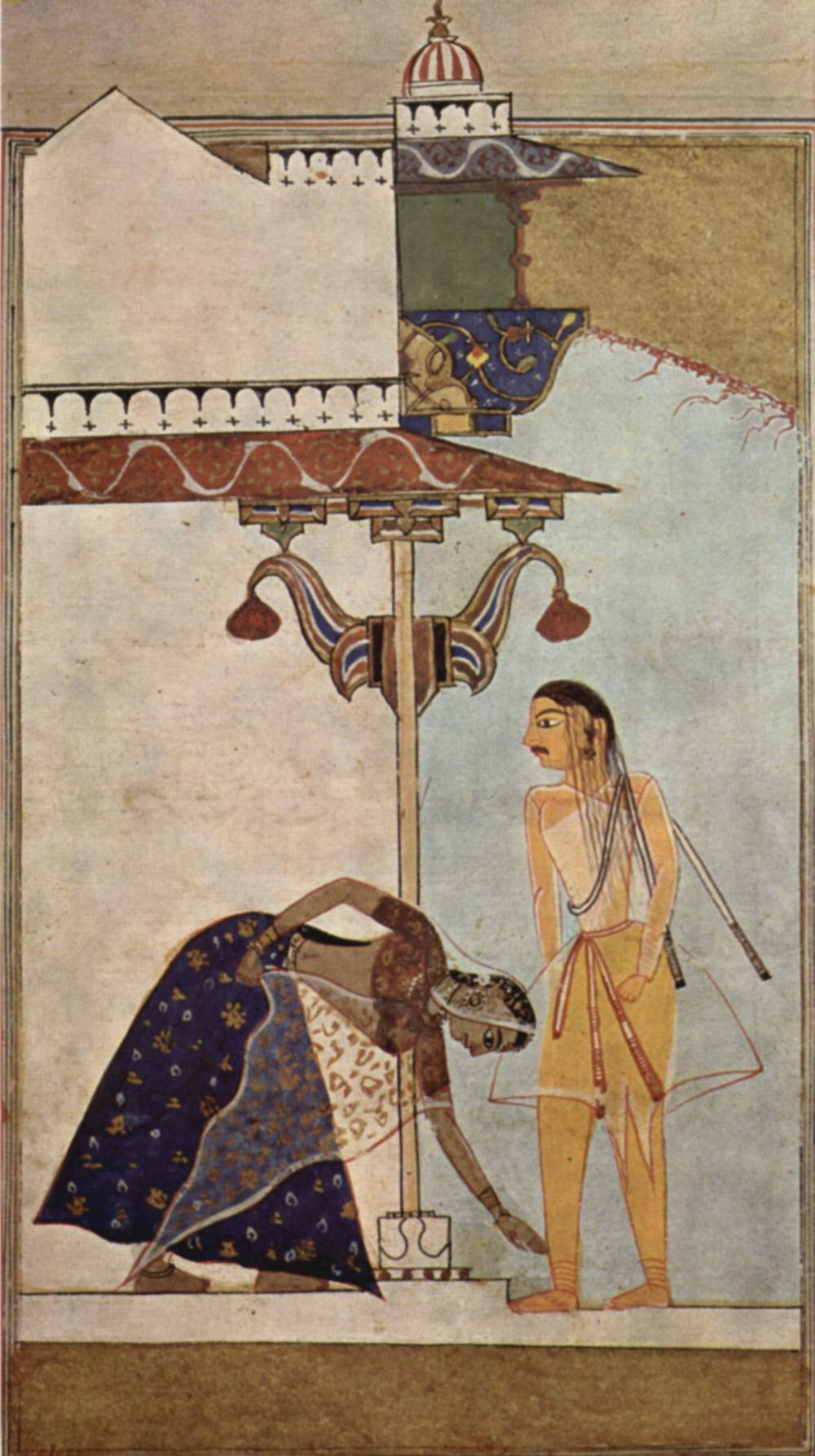

## الانحناء في أوروبا
في الصورة، ينحني الرجل ويُحيي.

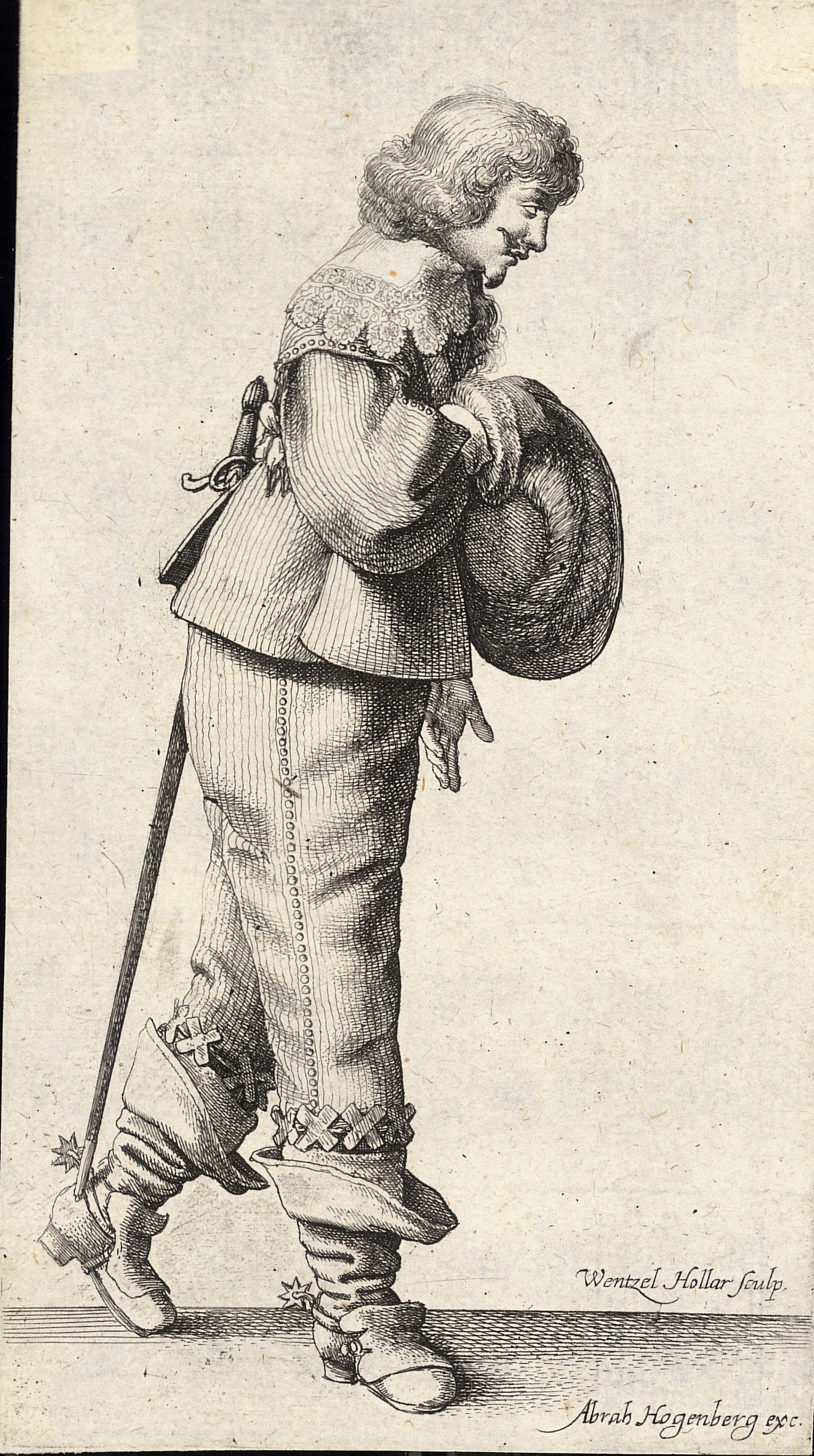

في الثقافات الأوروبية – بعيداً عن الانحناءات التي يقوم به الفنانون على خشبة المسرح عند إسدال الستار – فإن الانحناء عادة مايكون مقصوراً على الذكور بينما تقوم الإناث بفعل ايماءة ذات صلة تسمى ب " انحناءة المرأة " أو " انحناءة الاحترام ". ويرتبط عمق الانحناء باختلاف الرتبة أو درجة الاحترام أو الشكر. كان من المتوقع من الذكور في دوائر النبلاء في أوائل العصر الأوروبي الحديث أن " تنحني وتركع " " (ومن هنا جاء مصطلح " الانحناء والركوع" ويعني ما يبدو عليه شديد الرسمية). ويشير الانحناء إلى تراجع الساق اليمنى للخلف كانحناة شخص بحيث أن القدم اليمنى تحك بالأرضيه أو الأرض. وعادة أثناء القيام بمثل هذه الانحناءة يقوم الرجل بالضغط بيده اليمنى أفقياً على البطن، بينما تبقى اليد اليسرى كما هي في محاذاة الجسم. إن جميع الانحناءات الاجتماعية قد انقرضت بالفعل باستثناء بعض الأوساط الرسمية جدا، ومع ذلك فإن تقبيل الرجال ليد النساء والتي تتضمن بالضرورة الانحناء، مازالت تخيم على بعض الثقافات. في المحاكم الإنجليزية يقوم المحامون والكتاب (من كلا الجنسين) بعمل انحناءة خاطفه بالرأس للقاضي فقط عند دخوله أو مغادرته المحكمة في الجلسة. كما يتم عمل نفس الإيماءات لمتحدث مجلس العموم في الجلسة عند دخوله أو مغادرته غرفة مجلس العموم وكذلك يقوم موظفو الملكة بعمل إيماءات لها.

## الانحناء في آسيا

### الانحناء في شرق آسيا
الانحناء هو التحية التقليدية في شرق آسيا، وخاصة في اليابان وكوريا وتايوان، والصين، وفيتنام. حيث أنه في تايوان والصين وفيتنام أصبحت المصافحة أو الانحنائة الخفيفة أكثر شعبية من الانحنائه الكاملة. ومع ذلك، فإن الانحناء ليس مقصوراً فقط على آداء التحية. ولكن الانحناء هو تعبير عن الاحترام. كما تستخدم انحناءات مختلفه للاعتذار والشكر وللتعبير عن مشاعر مختلفة كالتواضع اوالصدق اوالندم أو الاحترام وتستخدم في مختلف الفنون التقليدية والاحتفالات الدينية.
تنشأ عملية الانحناء الأساسية باستخدام الخصر ويتم تأديتها بأن يكون الظهر مستقيماً وتكون اليدين في الجانبين هذا بالنسبة (للرجال) أو مشبكة للأمام بالنسبة (للنساء)، ويكون النظر للأسفل. وعموما فكلما كان الانحناء أطول وأعمق كلما كانت العاطفة أقوى أو الفرق في المكانة الاجتماعية أكبر. وبشكل عام يمكن تقسيم الانحاء إلى ثلاثة أنواع رئيسية: غير رسمي ورسمي ورسمي جدا. تكون الزاوية في الانحناء الغير الرسمي نحو خمس عشرة درجة، بينما الأكثر رسمية يكون فيه الانحناء حوالي ثلاثين درجة. أما الانحناء الرسمي جدا فيكون اعمق. وفي الحالات القصوى يتم القيام بانحناء الركوع والذي قد يكون عميقاً بحيث تلامس فيه الجبهة الأرض. توجد ثمّة آداب معقدة للغاية حول الانحناء وتشتمل تلك الآداب على طول وعمق الانحناء والرد المناسب. على سبيل المثال، إذا قام الشخص الآخر بانحناءة لفترة أطول من المعتاد (عادة حوالي ثانيتين أو ثلاث)، فمن الأدب الانحناء له مرة أخرى، والتي قد يقابلها انحناءة من الطرف الآخر وغالبا ما تكون متبادلة بشكل أخف تدريجيا.

#### انحناء الاعتذار والشكر
الإنحنا هو جزء مطلوب ومتوقع عند التعبير عن أي اعتذار أو التعبير عن الشكر في شرق آسيا.وخصوصا في اليابان وكوريا وتايوان.
تميل انحناءات الاعتذار إلى أن تكون اعمق وتستمر لفترة أطول من أنواع الانحناءات الأخرى. وتؤدى بشكل متكرر خلال الاعتذار.وعادة ماتكون زاوية الانحناء فيها حوالي 50-45 درجة مع خفض الرأس وتستمر لمدة لاتقل عن مدة العد لثلاثة وأحيانا تستمر لفترة أطول.يزداد عمق وتكرار ومدة الانحناء مع مدى صدق الاعتذار وشدة الإساءة. كما أن انحناء الشكر يتبع نفس النمط.
وكثيرا ماتنفذ انحناءات الاعتذار في المؤتمرات الصحفية من الأعضاء رفيعي المستوى لشركة ما والتي تكون قد ارتكبت بعض الإخطاء. مثل إنتاج أجزاء معيبة أسفرت عن وفاة.
وتؤدى مثل هذه الانحناءات عادة بالوقوف وراء طاولة؛ بحيث تكون أطراف الأصابع ملامسة للطاولة بينما يبقى الجزء العلوي من الجسم مستقيماً.
ويبدأ بالانحناء من الخصر حتى يكون الوجه موازياً لأعلى الطاولة.

#### انحناء التحية
وعادة ما تستخدم الانحناءات في التحية، في كلاً من اللقاء والمغادرة. فغالباً ما تصاحب الانحناءات عبارات التحية، ولكن عموما لم تعد تستخدم بين أفراد الأسرة المباشرة إلا إذا كان يخاطب أحد أفراد الأسرة قادم بعد غياب طويل أو انفصال. يعتبر الانحناء أيضا بديل للحديث في ظل ظروف معينة. على سبيل المثال، عندما تصادف شخصا مرة أخرى وتكون قد تحدثت معه بالفعل في نفس اليوم، فإن الانحناء الصامت يعتبر بديل لعبارات مثل «مرحبا» أو «أهلاً».عند مخاطبة مرؤوس أو مدير أو مشرف أو قائد آخر فإنه وبشكل عام تكون الإيمائة بالرأس فقط (فالبعض قد لا ينحني على الإطلاق)، في حين ينحني المرؤوس قليلا إلى الأمام من منطقة الخصر.

#### الانحناء والمصافحة
عند التعامل مع غير الشرق آسيويين، فإن العديد من سكان شرق آسيا سيقومون بالمصافحة. وبما أن العديد من غير الشرق آسيويين اعتادوا على عادة الانحناء، فإن هذا غالبا مايؤدي إلى انحناءه ومصافحة قد تحدث بشكل غريب. ويمكن الجمع بين الانحناءة والمصافحة أو تأديتها قبل أو بعد المصافحة. عموما عند الانحناء بالقرب من شخص آخر، خصوصا إذا استلزم الامر الجمع بين الانحناء والمصافحة، يلجأ الناس للميل قليلا إلى أحد الجوانب لتجنب تصادم الرؤوس.

### الانحناء في الصين وتايوان
كانت تعرف طريقة الكوتوkowtow بأنها أعلى علامة على التبجيل في ثقافة هان الصينية Han Chinese culture ولكن أصبح استخدامها نادراً للغاية منذ انهيار الإمبراطورية الصينية. ومع ذلك، فإنه في المجتمعات الصينية الحديثة، لم يعد الانحناء ذا طابع رسمي كما هو الحال في اليابان وكوريا الجنوبية. أصبح الانحناء عادة مقصوراً على بعض المناسبات مثل حفلات الزواج [5] وكإيماءة احترام للمُتوفى، على الرغم من أنها لا تزال تستخدم في بعض الأحيان للتحيات الأكثر رسمية. .في كل من جمهورية الصين الشعبية (أرض الصين الرئيسية) وجمهورية الصين (تايوان)، يتم القيام بثلاثة انحناءات وتكون عادة في الجنازات بما في ذلك جنازات الدولة، [7] وعبادة الأسلاف، وفي الاحتفالات الخاصة مثل إحياء ذكرى pater patriae Sun Yat-sen.
قد تنحني الشخصيات العامة للاعتذار رسميا كما يحدث في اليابان وكوريا. فرئيس الوزراء الصينى ون جيا باوWen Jiabao انحنى وقدم تعازيه لركاب السكك الحديدية الذين توفوا؛ [ 10 ] كماأن وزير الدفاع التايواني تشن تشاو مين Chen Chao-min انحنى وقدم الاعتذار عن خطأه بشأن إطلاق النار على الرئيس السابق تشن شوي بيان Chen Chao-min في عام 2004 .

#### الفنون القتالية

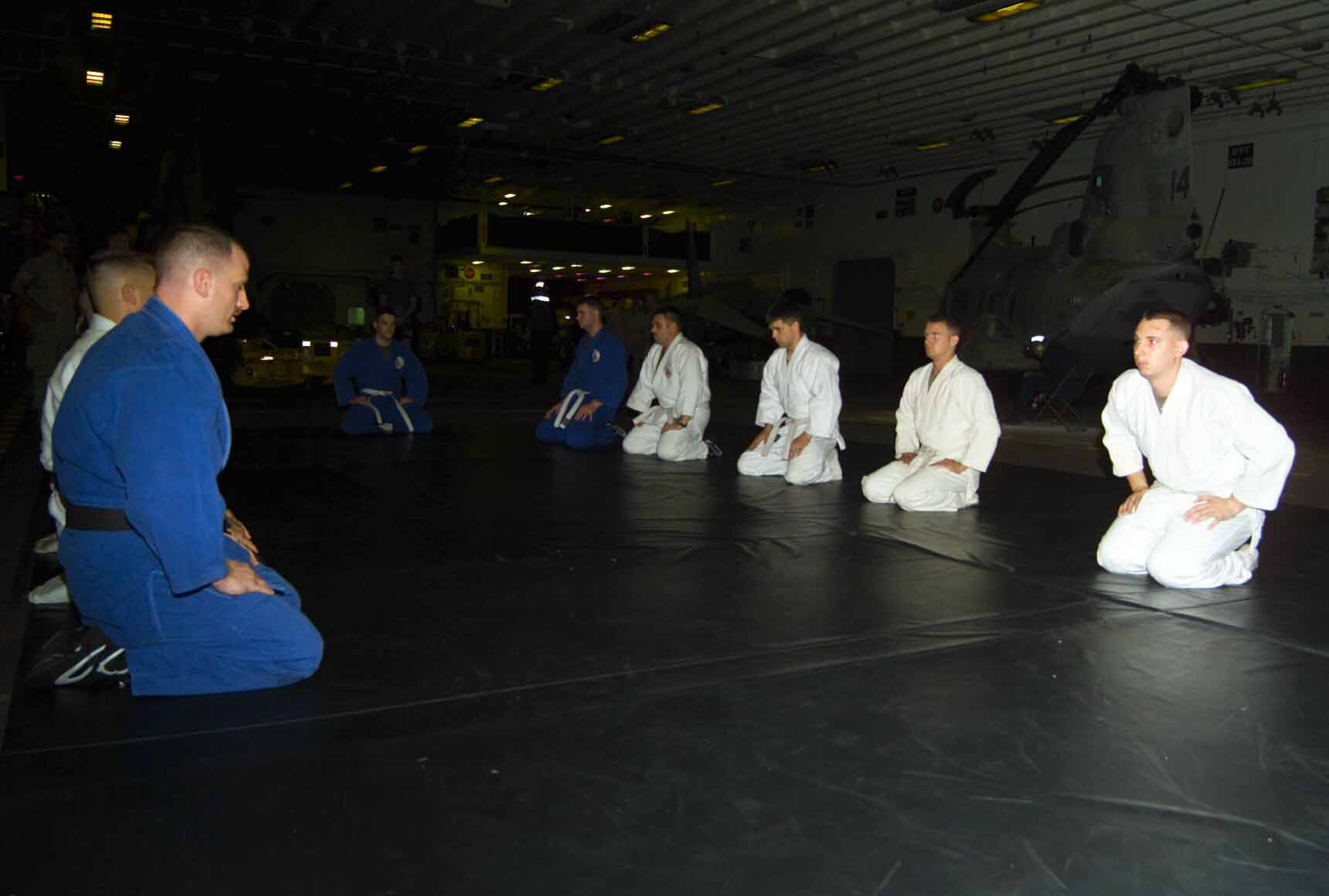
ينحني ممارس الجودو (على اليمين) أثناء الجلوس في السيزاseiza.

الانحناء هو جزء لايتجزأ من الفنون القتالية التقليدية. يستخدم الانحناء عند بدء وانتهاء التدريب والمبارات التدريبية والمنافسات وعند دخول ومغادرة الدوجو dojo أو غرفة التدريب.
تختلف بعض انحناءات الفنون القتالية من حيث وضع الذراعين واليدين. على سبيل المثال تؤدي انحناءة الكاراتيه Karate بوضع الذراعين في الجانبين. في حين الانحناءات الأخرى- مثل انحناءة
السيلات Silat فيتم تأديتها بضم اليدين معاً. وتكون اليدين والذراعين للامام.

#### الانحناء في حفلات الشاي
يعتبر الانحناء جزء مهم من حفل الشاي الياباني. هناك ثلاثة أنواع رئيسية من الانحناء تؤدى في حفل الشاي; ويتم تصنيفها على أنها sō (草) وshin (深), gyō (行) وعادة ماتؤدى جميعها بوضع الركوع. يعد انحناء شين Shinهو الأعمق من وضع الركوع، بحيث يتم الانحناء إلى الأمام من منطقة الخصر وتوضع راحتي اليدين إلى الأسفل على الأرض امام الجسم، بحيث تكون الأصابع مواجهة له. يتم القيام بانحناء شين Shin للمعلمين والرؤساء. أما انحناءات sō و Gyō فتعتبر أقل من حيث العمق والمدة. وتؤدى بوضع الركوع والانحناء من الخصر، وتنزلق اليدين فوق الركبتين إلى أن تلامس اطراف الأصابع الأرض أمام الجسم. وتؤدى بين الأشخاص من ذوي الرتب المماثلة. ينحني طلاب حفل الشاي لبعضهم البعض ولمعلمهم؛ بحيث يبدؤون كل فصل بالانحناء وذلك بين المعلم والطلاب. إذا كان الطالب الأكبر سنا يقوم بتعليم الطالب الأصغر منه، يتم تبادل الانحناءات بينهم. وقبل البدء في أي تدريب يقوم الطالب بالانحناء لجميع الطلاب الآخرين كذلك. ويتكرر هذا النمط عندما تنتهي الممارسة. يؤدى الانحناء عند الباب قبل الدخول إلى غرفة أو منزل الشاي. بحيث يقوم احدهم بالذهاب إلى التكنوما tokonoma أو القبة (ركن منفصل جزء من غُرْفَة أكبر (scroll alcove ، ثم ينحني مرة أخرى. وفي النهاية يقوم احدهم بالترحيب بالمعلم، ومن ثم ينحني للطلاب الآخرين أو الضيوف الآخرين. ويتكرر هذا النمط عند الخروج من غرفة الشاي أيضا. ينحني مضيف حفل الشاي قبل بداية الحفل. ويتم تبادل الانحناءات مرارا وتكرارا طوال حفل الشاي بين المضيف وضيف الشرف وبين الضيوف ومساعدي المضيفين وبين المضيف والضيوف.

## الانحناء في العبادات الدينية

### الشنتو والبوذية
تؤدى الانحناءات في كل من العبادتين الشنتو والبوذية، حيث أن زن البوذية Zen Buddhism لديها طقوس يومية والتي يقوم الممارسين فيها بعمل 1.080 انحناءة سجود كاملة. وعادة ماتستمر طوال اليوم. يؤدي الممارسين الغير رسميين والأشخاص العاديين عادة مايقارب 108 انحناءة في اليوم بدلاً من ذلك.
يقوم زوار مزار شنتو بالتصفيق أو قرع الجرس للفت انتباه الإله المعبود ويقومون بشبك اليدين في الصلاة ومن ثم ينحنون.

### الهندوسية
ففي التقاليد الهندوسية، يظهر الاشخاص الاحترام عن طريق الانحناء أو الركوع ولمس قدمين أحد الشيوخ أو أي شخص محترم. ومن المعتاد ايضاً، أن ينحني الأطفال لآبائهم ولشيوخهم وذلك خلال احتفالات رسمية معينة . ويعتبر هذا الانحناء إشارة لغرس الاحترام لدى الجميع. ومع ذلك قام الغزاة العرب والامبرياليين الغربيين بقمع هذا الصدد لكل ثقافة على حد سواء وذلك بغرض فرض ثقافتهم على الهنود.

### الإسلام

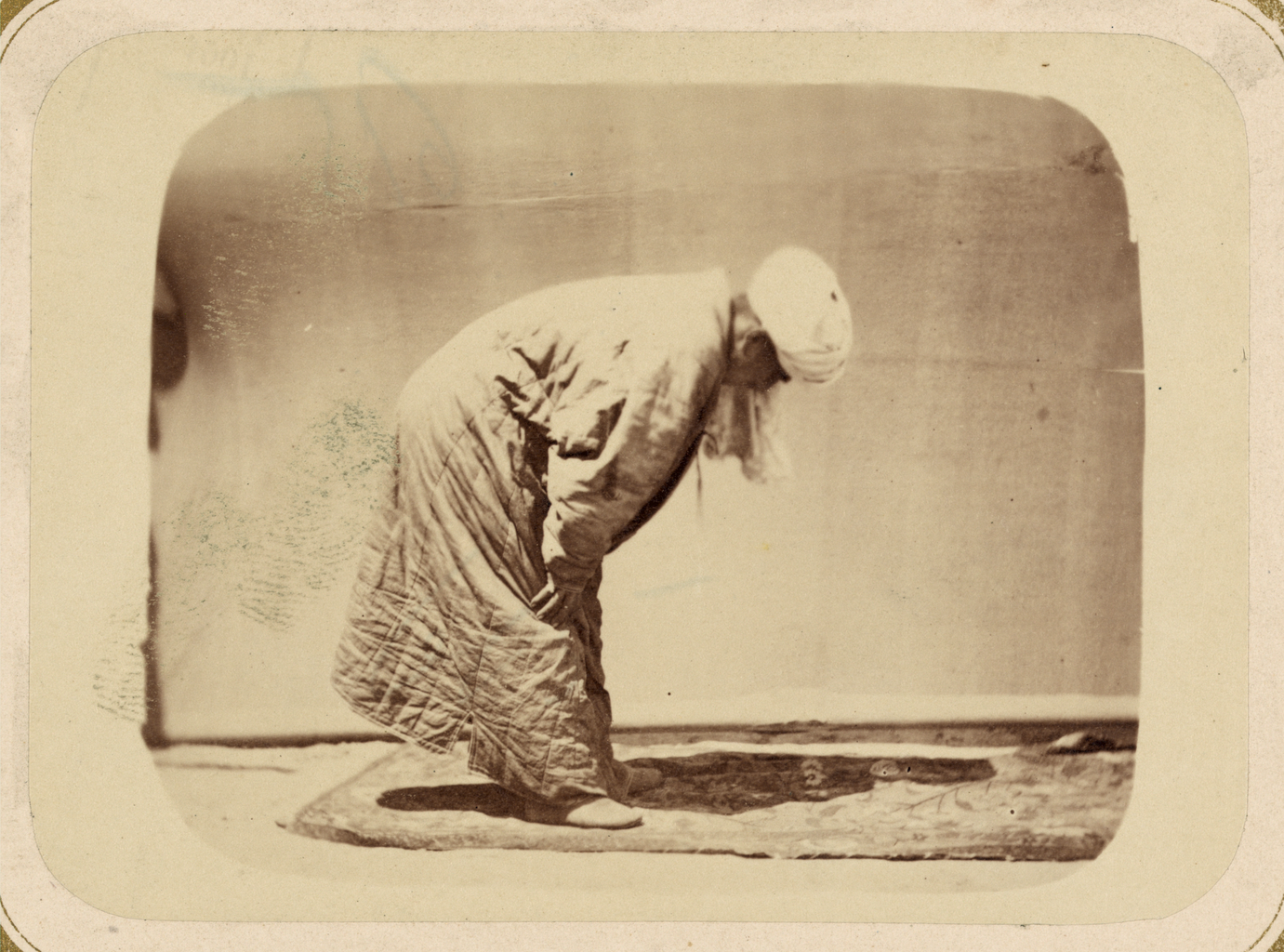
هيئة الركوع في صلاة المسلمين.

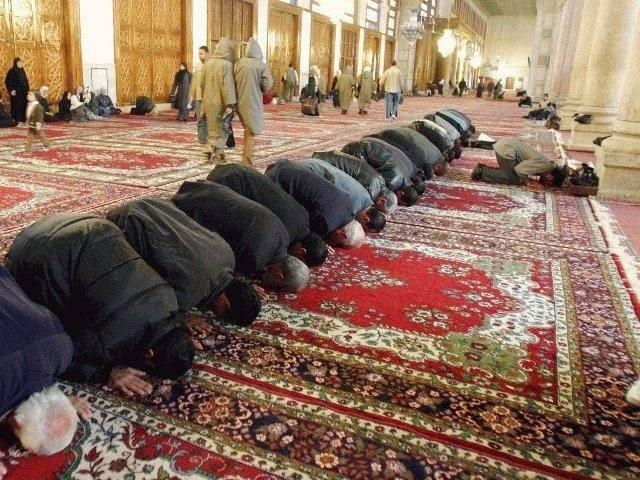
هيئة السجود في صلاة المسلمين.

يؤدي المصلون المسلمون السجدة أو السجود.
هناك نوعان من الانحناء في الإسلام وهما السجود والركوع . وتتمثل السجدة بالسجود لله وحده وتكون في اتجاه الكعبة المشرفة في مكة المكرمة والتي تتم خلال الصلوات اليومية. يقوم المسلم أثناء السجود بحمدالله وتسبيحه . ويتضمن وضع السجود بأن تكون الجبهة والأنف وكلتا اليدين والركبتين وأصابع القدم ملامسة للأرض معا. فالركوع هو الانحناء في وضعية الوقوف وذلك اثناء الصلوات اليومية. تؤدى وضعية الركوع بالانحناء ووضع اليدين على الركبتين وتبقى في هذا الوضع حامد ومسبحا الله.
ففي الإسلام يعتبر الانحناء لغير الله ذنب. إلا أنه يجوز للشخص حني الجزء العلوي من جسمه انحناءً طفيفاً إذا كان يقصد القيام به من باب الاحترام كما في العديد من الثقافات. أما السجود الكامل فهو محرم بشدة.

### القداس المسيحي
يعتبر الانحناء علامة على الاحترام أو الإذعان في الليتورجيا المسيحية (القداس المسيحي) ففي كثير من التقاليد، ينحني الأفراد عند مرورهم أمام المذبح أو في بعض مواضع العبادة (على سبيل المثال عندما يذكر اسم يسوع). قد تأخذ شكل انحنائة بسيطة من الرأس، أو انحنائة طفيفة من الجزء العلوي من الجسم. هناك انحناءة عميقة تؤدى من الخصر وغالبا ماتكون بديله لحني الركبة. توجد في الكنيسة الأرثوذكسية الشرقية عدة درجات من لانحناء ولكل منها معنى مختلف . انقرضت جميع الانحناءات الاجتماعية بالفعل باستثناء بعض الأوساط الرسمية جدا، ومع ذلك فإن تقبيل الرجال ليد النساء والتي تتضمن بالضرورة الانحناء فهي مازالت تخيم على بعض الثقافات.